# Vladimir Kostov
Vladimir Borissov Kostov, né le 28 mai 1932 à Sofia, est un journaliste et dissident bulgare.

## Biographie
Entre 1956 et 1969, il est journaliste dans les journaux Srednochkolsko znamé (Средношколско знаме), Rabotnitchesko delo (en) (Работническо дело), Pogled (Поглед), Anteni (Антени) et Otetchestven front (Отечествен фронт). De 1969 à 1972, il dirige le programme Horizont (en) (Хоризонт) de la radio nationale bulgare. De 1961 à 1964, il est correspondant du journal Rabotnitchesko delo. Entre 1974 et 1977, il est correspondant de la télévision nationale bulgare à Paris. En juin 1977, il reçoit l'asile politique en France. De 1978 à 1994, il est journaliste pour Radio Free Europe à Munich. 
Kostov est officier de la sécurité de l'État et atteint le rang de major. Après son séjour en France, il est condamné à mort. Le 26 août 1978, il est victime d'une attaque des services secrets Bulgares au parapluie bulgare et piqué avec une capsule de 1,7 millimètre contenant de la ricine à action lente. Heureusement pour lui, la capsule spécialement étudiée pour relacher le poison une fois soumise à une température de 37°C (température moyenne du corps humain) a mal fonctionné, ne relachant qu'une infime partie de la ricine. Kostov s'en tirera avec une mauvaise fièvre.
Il est l'auteur du livre autobiographique Le Parapluie bulgare, dans lequel il décrit en détail le meurtre de l'écrivain Guéorgui Markov. 
Il a été gracié en 1990.